# Alexander Ritter (Historiker)
Alexander Ritter (* 1974 in Koblenz) ist ein deutscher Historiker, Theologe und Gymnasiallehrer.

## Leben
Alexander Ritter studierte 1994 bis 2001 Geschichte und evangelische Theologie an der Johannes Gutenberg-Universität Mainz und der University of St. Andrews in Schottland. 2001 legte er das Magisterexamen und die Erste Staatsprüfung für das Lehramt an Gymnasien mit einer Arbeit über die Bevölkerungsentwicklung der Stadt Rhens im 17. Jahrhundert ab. 1999 entdeckte er in der Staatsbibliothek München eines von nur zwei vollständig erhaltenen Exemplaren des Rheinfelsischen Gesangbuchs und veröffentlichte eine kommentierte Ausgabe dazu. Bis 2004 war er nacheinander an der Akademie der Wissenschaften und der Literatur und dem Institut für Geschichtliche Landeskunde Rheinland-Pfalz tätig, wo er an der Erweiterung des Internetportals Regionet auf die Kulturlandschaft Oberes Mittelrheintal beteiligt war. 2006 wurde er an der Universität Mainz bei Walter Gerd Rödel und Irene Dingel mit einer Arbeit über die Verflechtung von Politik und Konfession in den hessischen Exklaven am Mittelrhein im 16. und 17. Jahrhundert zum Dr. phil. promoviert und 2011 in der evangelischen Kirche ordiniert.
Im Rahmen eines fachübergreifenden Unterrichtsprojekts übersetzte, kommentierte und veröffentlichte er unter dem Titel Blutiger Sommer das Reisetagebuch des englischen Diplomaten William Crowne zur Zeit des Dreißigjährigen Krieges und wurde dafür 2012 gemeinsam mit seinem Kollegen Rüdiger Keil mit dem Deutschen Lehrkräftepreis ausgezeichnet. Seit 2013 unterrichtet er am Bopparder Kant-Gymnasium. Ritters Forschungen befassen sich überwiegend mit Themen und Fragestellungen der Reformationsgeschichte sowie der geschichtlichen Landeskunde in Hessen und dem Mittelrheingebiet.

## Schriften (Auswahl)
- Landgraf Ernst von Hessen-Rheinfels (1623–1693). Konversion und Irenik als politische Faktoren. In: Irenik und Antikonfessionalismus im 17. und 18. Jahrhundert. Hrsg. von Harm Klueting, Hildesheim 2003 (= Hildesheimer Forschungen. 2), S. 117–140.
- Rheinfelsisches Gesangbuch. Nachdruck der Ausgabe von 1666 zum 350-jährigen Bestehen der katholischen Kirchengemeinden zu Sankt Goar, Bad Schwalbach und Nastätten, 2 Bände. Verl.-Haus Monsenstein und Vannerdat, Münster 2004, ISBN 978-3-936600-62-9.
- Hexenprozesse am hessischen Mittelrhein. Bisher unbeachtete Quellen aus Archiven in Hessen und Rheinland-Pfalz. In: Jahrbuch für Westdeutsche Landesgeschichte 32 (2006), S. 197–220.
- Konfession und Politik am hessischen Mittelrhein (1527–1685) (= Quellen und Forschungen zur hessischen Geschichte. 153). Hessische Historische Kommission Darmstadt und Historische Kommission für Hessen. Darmstadt und Marburg 2007, ISBN 978-3-88443-307-2.
- [gemeinsam mit Rüdiger Keil] Crowne, William: Blutiger Sommer. Eine Deutschlandreise im Dreißigjährigen Krieg. Wissenschaftliche Buchgesellschaft, Darmstadt 2011 [2. Auflage 2012, mit Hörbuch], ISBN 978-3-534-25536-8.
- Rhens am oberen Mittelrhein. Bemerkungen zur Stadtwerdung und Stadtverfassung. In: Jahrbuch für Westdeutsche Landesgeschichte 42 (2016), S. 7–28.
- Walter Ritter: Verlorene Jahre (1933–1949). Mit dem Abitur ins Leben? Hrsg. und komm. von Alexander Ritter. Helios, Aachen 2017, ISBN 978-3-86933-183-6.
- Die Osterspaier Hexenprozesse (1630–1634) im regionalgeschichtlichen Kontext der Ämter Rhens und Boppard. In: Jahrbuch für Westdeutsche Landesgeschichte 44 (2018), S. 107–127.
- Spay im Spiegel der Zeit. 2000 Leben und Arbeiten am Spayer Rheinbogen. Ortsgemeinde Spay im Selbstverlag. Spay 2023, ISBN 978-3-00-077073-9.